# Andrew G. Vajna

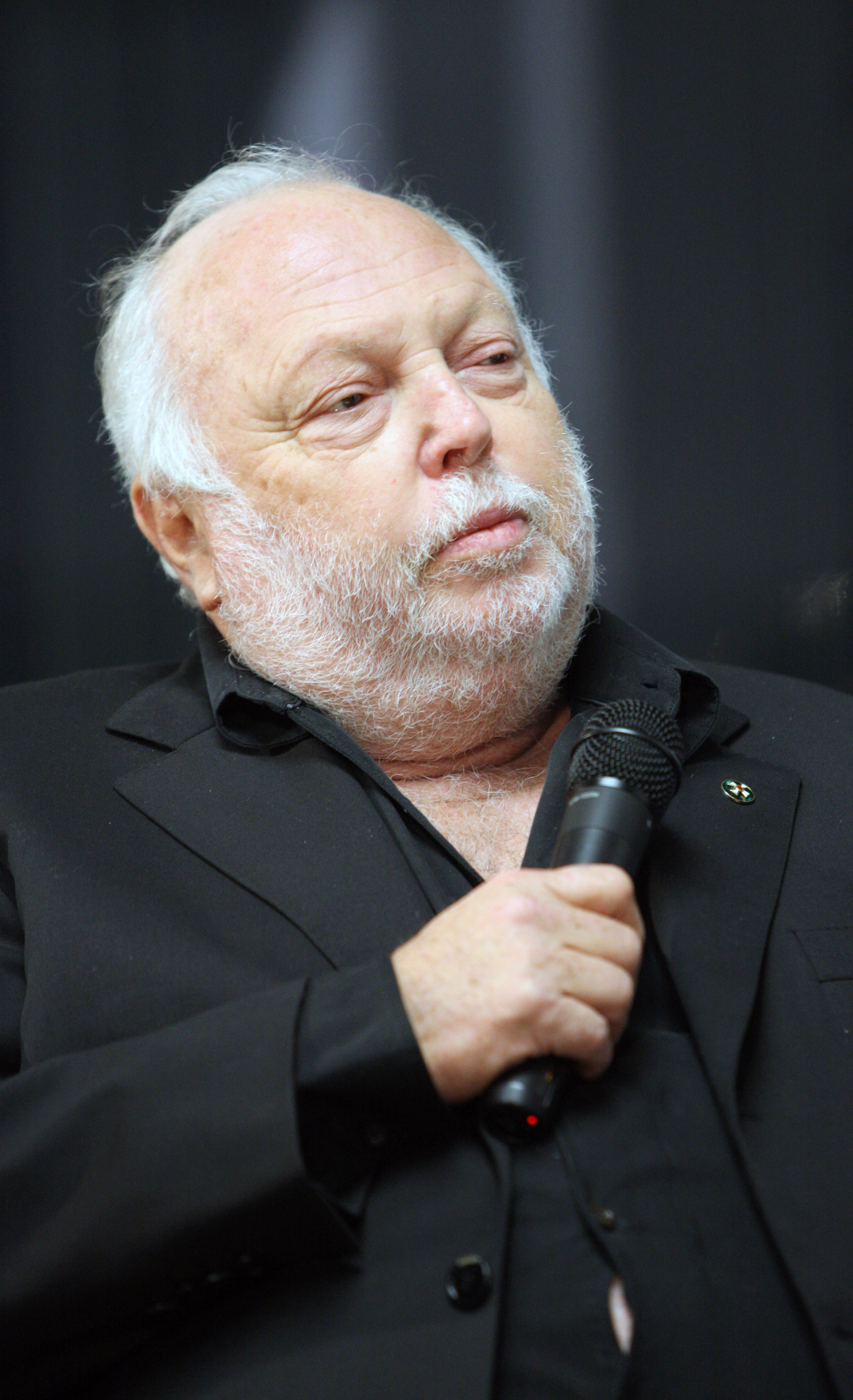
Andrew G. Vajna (2013)

Andrew G. Vajna (* 1. August 1944 als András György Vajna in Budapest; † 20. Januar 2019 ebenda) war ein ungarischer Filmproduzent.

## Leben
Vajna emigrierte mit seiner Familie 1956 in die USA.
Mit seinem langjährigen Partner Mario Kassar gründete er 1976 das unabhängige Filmstudio Carolco Pictures, das in den 1980er und 1990er Jahren mit unabhängig produzierten Actionfilmen erfolgreich war (Rambo, Rambo II – Der Auftrag, Rambo III, Red Heat, Total Recall).
Bereits 1989 verkaufte Vajna seine Anteile an Carolco und gründete im November 1989 seine eigene Produktionsfirma Cinergi Pictures Entertainment Inc. Nach einigen erfolgreichen Produktionen (Stirb langsam: Jetzt erst recht, Evita) wurde die Firma 1997 aufgelöst.
Ebenfalls 1989 kehrte Vajna zurück nach Ungarn und gründete dort das Film- und Videovertriebsunternehmen Intercom, das mittlerweile national als marktbeherrschend gilt. Zusätzlich betrieb Vajna eine Reihe von Spielkasinos. Seit 2011 war der der nationalkonservativen Regierungspartei Fidesz von Viktor Orbán nahestehende Filmproduzent auch Regierungskommissar für die ungarische Filmwirtschaft.
2002 tat er sich wieder mit seinem ehemaligen Partner Mario Kassar zusammen und gründete das Studio C-2 Pictures, das die Rechte an der Terminator-Reihe hält. Bisherige Filme von C-2: I Spy (2002), Terminator 3 – Rebellion der Maschinen (2003), Basic Instinct – Neues Spiel für Catherine Tramell (2006) und die Fernsehserie The Sarah Connor Chronicles (2007).
Andrew G. Vajna war mit der ungarischen Schauspielerin Kata Dobó liiert, die 2006 in dem von Vajna mitproduzierten ungarischen Kassenschlager Children of Glory die Hauptrolle spielte. Ab 2013 war er mit dem 38 Jahre jüngeren Model Tímea Palácsik verheiratet. Vajna starb im Januar 2019 im Alter von 74 Jahren in Budapest.

## Filmografie (Auswahl)

### Carolco Pictures
- 1982: Rambo (First Blood) – Regie: Ted Kotcheff
- 1985: Rambo II – Der Auftrag (Rambo: First Blood Part II) – Regie: George Pan Cosmatos
- 1987: Angel Heart – Regie: Alan Parker
- 1987: Ausgelöscht (Extreme Prejudice) – Regie: Walter Hill
- 1988: Rambo III – Regie: Peter MacDonald
- 1988: Red Heat – Regie: Walter Hill
- 1989: Deep Star Six – Regie: Sean S. Cunningham
- 1989: Johnny Handsome – Der schöne Johnny (Johnny Handsome) – Regie: Walter Hill
- 1990: Die totale Erinnerung – Total Recall (Total Recall) – Regie: Paul Verhoeven
- 1990: Air America – Regie: Roger Spottiswoode
- 1990: Narrow Margin – 12 Stunden Angst (Narrow Margin) – Regie: Peter Hyams
- 1990: Jacob’s Ladder – In der Gewalt des Jenseits (Jacob's Ladder) – Regie: Adrian Lyne

### Cinergi Pictures Entertainment
- 1992: Medicine Man – Die letzten Tage von Eden (Medicine Man) – Regie: John McTiernan
- 1993: Tombstone – Regie: George Pan Cosmatos
- 1994: Color of Night – Regie: Richard Rush
- 1995: Stirb langsam: Jetzt erst recht (Die Hard: With a Vengeance) – Regie: John McTiernan
- 1995: Judge Dredd – Regie: Danny Cannon
- 1995: Der scharlachrote Buchstabe (The Scarlet Letter) – Regie: Roland Joffé
- 1995: Nixon – Regie: Oliver Stone
- 1996: Evita – Regie: Alan Parker
- 1997: Die Verschwörung im Schatten (Shadow Conspiracy) – Regie: George Pan Cosmatos
- 1998: Fahr zur Hölle Hollywood (An Alan Smithee Film: Burn Hollywood Burn) – Regie: Arthur Hiller
- 1999: Der 13te Krieger (The 13th Warrior) – Regie: John McTiernan

### C-2 Pictures
- 2002: I Spy – Regie: Betty Thomas
- 2003: Terminator 3 – Rebellion der Maschinen (Terminator 3: Rise of the Machines) – Regie: Jonathan Mostow
- 2006: Basic Instinct – Neues Spiel für Catherine Tramell (Basic Instinct 2) – Regie: Michael Caton-Jones
- 2006: Children of Glory (Szabadság, szerelem) – Regie: Krisztina Goda